# Rolf Slot-Henriksen
Rolf Christian Slot-Henriksen (født Hinrichsen 24. august 1951 i Hamborg-Altona, død 3. maj 2012 i Barcelona) var sognepræst i Bredballe og grundlægger af Grundlovsforeningen Dansk Kultur, som han var formand for frem til sin død.
Rolf Slot-Henriksen blev født og voksede op i Hamborg-Altona som dansksproget ved siden af tysk. Yngste søn af Gunver Hinrichsen, og arkitekten dr. Laurentius Hinrichsen, og hans ældre bror var prof. dr. Torkild Hinrichsen (født 17. marts 1948), der i en årrække ledede Altona Museum.  Efter studentereksamen blev Slot-Henriksen syg med hjerteproblemer samt med alvorlig tuberkulose, så han indgik en aftale med Gud om, at han ville tjene Gud resten af sit liv, hvis han blev helbredt. Og han blev helbredt og besluttede derfor at blive præst.
Efter studentereksamen studerede han teologi i Aarhus 1970-1974, herunder også 3 semestre med bifaget psykologi.
Efter at han var blevet cand.theol. som 24-årig, var han i to år præst i de sønderjyske sogne Magstrup, Vojens og Jegerup, inden han i 1977 blev sognepræst i Bredballe Sogn, hvor han var en meget vellidt og afholdt præst, hvor troen på Gud betød alt. Han gik på efterløn i efteråret 2011. Søndag 27. november 2011 holdt han sin yderst velbesøgte afskedsgudstjeneste og udtalte bagefter: "Vi må da håbe, at der er bedre plads i Guds rige, end der er i Bredballe Kirke".
I 1980’erne var Rolf Slot-Henriksen en af de mest fremtrædende personer i Danmark[kilde mangler] under den såkaldte ”AIDS-kampagne”, hvor han var imod, at man opfordrede til fri sex, så længe man blot brugte prævention.  På familieområdet kunne man se Rolf Slot-Henriksen og hans øvrige familie aktive i hele landet med dukketeater: ”Familieteateret Det Gule Lyn”, som opførte stykker lige fra ”Konen i muddergrøften” til ”Den 4. Hellig-tre konge”.
Samtidig med at Rolf Slot-Henriksen kom til Bredballe, begyndte han at forske i nærdødsoplevelser, og han har skrevet flere bøger om emnet. Han så de kunstige faggrænser nedbrudt mellem det åndelige og det fysisk-videnskabelige. Skellet mellem videnskaberne så han som noget kunstigt, der var frembragt gennem materialismens ideologisk-ateïstiske koncept. Han har holdt flere hundrede foredrag om emnet, og han udgav bøgerne Dødsoplevelsen, bind 1-2 (1984), En god død (1985) og Der er mere mellem himmel og jord (1990). Fra hans produktive pen foreligger også: Kristen meditation i 2000 år (1982) foruden talrige artikler. 
I 1999 tog han initiativ til foreningen Dansk Kultur, som med tiden fik det udvidede navn Grundlovsforeningen Dansk Kultur, idet foreningen skulle virke til værn om grundloven af 1953 og de værdier, der udspringer af den kristne kulturarv. Fremmes og værnes skal dansk kultur, demokrati, sprog, historie, bygningskunst og den danske sang m.v. 
Derved er foreningen også blevet en medspiller i kampen mod islamisering, da de mener islam ikke er forenelig med dansk kultur.
Rolf Slot-Henriksen satte sig grundigt ind i islam og skrev den meget benyttede[kilde mangler] Korankommentaren (2002) om Koranens tilblivelse, lovgivning og afhængighed af Bibelen. Han oprettede islaminfo.dk og skrev en halv snes bøger om islam. 
I 2003 var Rolf Slot-Henriksen medforfatter til Danmarks Kulturerklæring, som han betragtede som et væsentligt manifest, der skulle medvirke til at standse en katastrofal udvikling, der ville undergrave Vesten, vor kultur og vort hidtil homogene samfund og føre til stadigt stigende uro. Første punkt lyder: Vort folk har ret til at værne om sin kultur.
Siden 2005 illustrerede og registrerede Rolf Slot-Henriksen Danmarks vikinge- og bronzealderdesign i form af pennetegninger. Han skrev også digte og beskæftigede sig med malerkunst og kalkmalerier. På tysk har han skrevet Steinzeichnungen in Skandinavien, bind 1-3, om helleristninger. 
Rolf Slot-Henriksen døde uventet og uden yderligere sygdom af et hjertestop på et hotelværelse under et ferieophold i Barcelona, hvor han ferierede sammen med sin kone, Annette Præstegaard.